# Mus (genre)
Pour les articles homonymes, voir Mus.
Genre
Mus est un genre de rongeurs de la sous-famille des Murinés, le plus souvent appelés souris. Certains auteurs répartissent les espèces en différents sous-genres.

## Liste des sous-genres et espèces

### Liste des sous-genres
Selon Mammal Species of the World (version 3, 2005)  (6 février 2011)
- Mus (Coelomys) Thomas, 1915
- Mus (Mus) Linnaeus, 1758
- Mus (Nannomys) Peters, 1876
- Mus (Pyromys) Thomas, 1911

### Liste d'espèces
Selon Mammal Species of the World (version 3, 2005)  (6 février 2011) :
- sous-genre Mus (Coelomys)
  - Mus crociduroides
  - Mus mayori
  - Mus pahari
  - Mus vulcani
- sous-genre Mus (Mus)
  - Mus booduga
  - Mus caroli
  - Mus cervicolor
  - Mus cookii
  - Mus famulus
  - Mus fragilicauda
  - Mus macedonicus
  - Mus musculus
  - Mus spicilegus
  - Mus spretus
  - Mus terricolor
- sous-genre Mus (Nannomys)
  - Mus baoulei
  - Mus bufo
  - Mus callewaerti
  - Mus goundae
  - Mus haussa
  - Mus indutus
  - Mus mahomet
  - Mus mattheyi
  - Mus minutoides
  - Mus musculoides
  - Mus neavei
  - Mus orangiae
  - Mus oubanguii
  - Mus setulosus
  - Mus setzeri
  - Mus sorella
  - Mus tenellus
  - Mus triton
- sous-genre Mus (Pyromys)
  - Mus fernandoni
  - Mus phillipsi
  - Mus platythrix
  - Mus saxicola
  - Mus shortridgei

Les zoologistes différencient aussi d'autres espèces comme Mus lepidoides Fry, 1931, une souris birmane, distincte de l'espèce indienne Mus booduga, au sein du sous-genre Mus (Mus).
Selon ITIS (6 février 2011) :
- Mus baoulei (Vermeiren & Verheyen, 1980)
- Mus booduga (Gray, 1837)
- Mus bufo (Thomas, 1906)
- Mus callewaerti (Thomas, 1925)
- Mus caroli Bonhote, 1902
- Mus cervicolor Hodgson, 1845
- Mus cookii Ryley, 1914
- Mus crociduroides (Robinson & Kloss, 1916)
- Mus famulus Bonhote, 1898
- Mus fernandoni (Phillips, 1932)
- Mus goundae Petter & Genest, 1970
- Mus haussa (Thomas & Hinton, 1920)
- Mus indutus (Thomas, 1910)
- Mus kasaicus (Cabrera, 1924)
- Mus macedonicus Petrov & Ruzic, 1983
- Mus mahomet Rhoads, 1896
- Mus mattheyi Petter, 1969
- Mus mayori (Thomas, 1915)
- Mus minutoides Smith, 1834
- Mus musculoides Temminck, 1853
- Mus musculus Linnaeus, 1758
- Mus neavei (Thomas, 1910)
- Mus orangiae (Roberts, 1926)
- Mus oubanguii Petter & Genest, 1970
- Mus pahari Thomas, 1916
- Mus phillipsi Wroughton, 1912
- Mus platythrix Bennett, 1832
- Mus saxicola Elliot, 1839
- Mus setulosus Peters, 1876
- Mus setzeri Petter, 1978
- Mus shortridgei (Thomas, 1914)
- Mus sorella (Thomas, 1909)
- Mus spicilegus Petenyi, 1882
- Mus spretus Lataste, 1883
- Mus tenellus (Thomas, 1903)
- Mus terricolor Blyth, 1851
- Mus triton (Thomas, 1909)
- Mus vulcani (Robinson & Kloss, 1919)